# Осьмаківська сільська рада
Осьмакі́вська сільська́ ра́да — адміністративно-територіальна одиниця та орган місцевого самоврядування в Менському районі Чернігівської області. Адміністративний центр — село Осьмаки.

## Загальні відомості
Осьмаківська сільська рада утворена у 1918 році.
- Територія ради: 22,773 км²
- Населення ради: 625 осіб (станом на 2001 рік)

## Населені пункти
Сільській раді підпорядковані населені пункти:
- с. Осьмаки

## Склад ради
Рада складається з 12 депутатів та голови.
- Голова ради:
- Секретар ради: Песоцька Ольга Іванівна

### Керівний склад попередніх скликань
| Прізвище, ім'я, по батькові | Основні відомості                                                         | Дата обрання | Дата звільнення |
| --------------------------- | ------------------------------------------------------------------------- | ------------ | --------------- |
| Савченко Тетяна Василівна   | Сільський голова, 1966 року народження, освіта вища, позапартійна         | 26.03.2006   | 31.10.2010      |
| Савченко Тетяна Василівна   | Сільський голова, 1966 року народження, освіта вища, член Партії регіонів | 31.10.2010   | 18.12.2014      |

Примітка: таблиця складена за даними сайту Верховної Ради України

### Депутати
За результатами місцевих виборів 2010 року депутатами ради стали:

#### За суб'єктами висування
| Суб'єкт висування                 | Кількість обраних депутатів | %    |
| --------------------------------- | --------------------------- | ---- |
| Партія регіонів                   | 5                           | 41,7 |
| Самовисування                     | 3                           | 25   |
| Комуністична партія України       | 2                           | 16,7 |
| Політична партія «Сильна Україна» | 2                           | 16,7 |

#### За округами
| № округу                          | Прізвище, ім'я, по батькові    | Дата визнання обраним | Освіта             | Партійна приналежність                        | Відомості про обраного депутата                     |
| --------------------------------- | ------------------------------ | --------------------- | ------------------ | --------------------------------------------- | --------------------------------------------------- |
| Комуністична партія України       |                                |                       |                    |                                               |                                                     |
| 11                                | Девицький Олександр Михайлович | 03.11.2010            | середня            | член Комуністичної партії України             | ТОВ «Агро ресурс 2006», тракто рист                 |
| 12                                | Троцик Микола Павлович         | 03.11.2010            | середня            | член Комуністичної партії України             | тимчасово не працює                                 |
| Партія регіонів                   |                                |                       |                    |                                               |                                                     |
| 1                                 | Чирва Ольга Леонідівна         | 03.11.2010            | середня            | позапартійна                                  | м. Мена РЕМ, контро лер                             |
| 2                                 | Зеленський Ігор Васильович     | 03.11.2010            | вища               | член Партії регіонів                          | Бірківська загальноосвітня школа І-ІІ ст., вчитель  |
| 4                                 | Песоцька Тетяна Миколаївна     | 03.11.2010            | середня спеціальна | член Партії регіонів                          | С.Осьмаки ПП. «Просяник», продавець                 |
| 6                                 | Фесенко Людмила Федорівна      | 03.11.2010            | вища               | член Партії регіонів                          | пенсіонер                                           |
| 8                                 | Песоцький Юрій Віталійович     | 03.11.2010            | середня            | член Партії регіонів                          | М.Мена УГГ, слюсар                                  |
| Політична партія «Сильна Україна» |                                |                       |                    |                                               |                                                     |
| 3                                 | Песоцька Ольга Іванівна        | 03.11.2010            | середня спеціальна | член Політичної партії «Сильна Україна»       | Осьмаківська сільська рада, секретар                |
| 7                                 | Фарапон Наталія Іванівна       | 03.11.2010            | середня спеціальна | член Політичної партії «Сильна Україна»       | Осьмаківська сільська рада, гГолов ний бух галтер   |
| Самовисування                     |                                |                       |                    |                                               |                                                     |
| 5                                 | Чуб Марина Василівна           | 03.11.2010            | вища               | член Всеукраїнського об'єднання «Батьківщина» | Осьмаківська загальноосвітня школа І ст., дирек тор |
| 9                                 | Прокопенко Ольга Володимирівна | 03.11.2010            | середня спеціальна | член Народної партії                          | Інститут кар топлярства смт. Немі шаєво, агроном    |
| 10                                | Прокопенко Тетяна Михайлівна   | 03.11.2010            | вища               | позапартійна                                  | Блистівська загальноосвітня школа І-ІІ ст., вчитель |